# Willem van Sonsbeeck
Willem George Alphonse van Sonsbeeck (Amsterdam, 11 september 1877 – Heino, 14 augustus 1969) was een Nederlands bestuurder.

## Leven en werk
Van Sonsbeeck werd in 1877 te Amsterdam geboren als zoon van mr. Paul Willem Hendrik van Sonsbeeck en Susette Johanna Feijens. Hij was een kleinzoon van de staatsraad en minister Herman van Sonsbeeck en een neef van Theodorus van Sonsbeeck, burgemeester van Weerselo. Hij studeerde rechten aan de Universiteit van Amsterdam, waar hij in 1902 promoveerde in de rechtswetenschap en in 1909 in de staatswetenschap. Hij begon zijn ambtelijke loopbaan in 1903 als secretaris van de staatscommissie inzake de bedelarij. In 1905 werd hij aangesteld bij de provinciale griffie van Gelderland en in 1909 volgde zijn benoeming tot griffier van de Tweede Kamer. Deze functie vervulde hij bijna tien jaar en maakte vervolgens de overstap naar het openbaar bestuur. In 1919 werd hij benoemd tot burgemeester van Breda. Daar werd hij ook de eerste voorzitter van Noord-Brabantsche Golfclub Toxandria, van 1928 tot 1936.
In 1936 werd Van Sonsbeeck commissaris van de koningin (ook wel gouverneur genoemd)
van Limburg. In 1941 werd Van Sonsbeeck door de Duitse bezetter met pensioen gestuurd en vervangen door de NSB'er graaf De Marchant et d'Ansembourg. In augustus 1944 werd Van Sonsbeeck lid van het geheime College van Vertrouwensmannen, dat door de Nederlandse regering in ballingschap in Londen was ingesteld. Na de bevrijding van Maastricht in september 1944 hervatte Van Sonsbeeck zijn werk als commissaris van de koningin van Limburg en oefende deze functie uit tot 1947.
Van Sonsbeeck trouwde op 3 februari 1916 in Den Haag met Maria Petronella Stephania van der Kun. Uit hun huwelijk werden drie dochters geboren. Van Sonsbeeck overleed in augustus 1969 te Heino in Overijssel. Hij was commandeur in de Orde van Oranje-Nassau.
- Biografisch Portaal: 21003344
- International Standard Name Identifier: 0000 0003 8844 5284
- Nederlandse Thesaurus van Auteursnamen: 327955333
- Parlement.com: vg09llz7vkz5
- Virtual International Authority File: 281680894
- WorldCat: E39PBJdmj6bQrtwYt97fcgYwYP